# Oleśnica
Oleśnica [ɔlɛɕˈɲiʦa], tyska: Oels, är en stad i Nedre Schlesiens vojvodskap i sydvästra Polen. Administrativt utgör staden en stadskommun, med 37 307 invånare 2014, och är dessutom huvudort i distriktet Powiat oleśnicki.

## Historia

### Staden

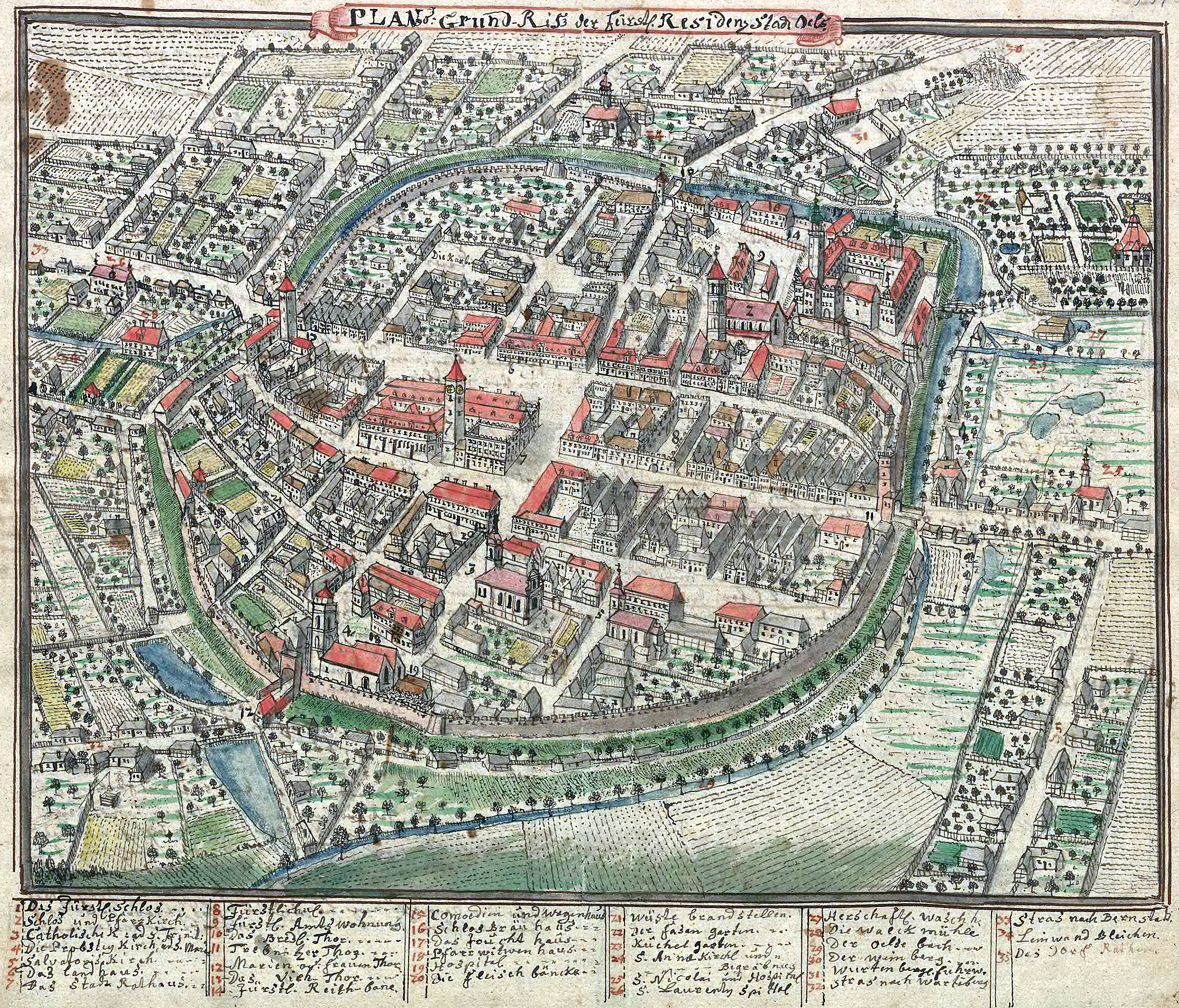
Staden under 1700-talet. Teckning av Friedrich Bernhard Werner.

I staden fanns ett kloster grundat av irländska munkar under mitten av 1100-talet. Staden nämns för första gången i ett dokument från år 1189, och var under sin tidiga historia ett hertigdöme under det polska huset Piast, som också lät uppföra stadens slott. 1327 svor hertigen Konrad I trohet till kung Johan den blinde av Böhmen, och därefter klipptes de politiska banden till Polen. Oels blev därefter fram till 1700-talet ett hertigdöme under kungariket Böhmen.
Stadens gymnasium grundades 1534. År 1541 infördes den protestantiska reformationen i staden. Oels bildade tillsammans med Breslau protestantiska enklaver i de i övrigt katolska kejserliga arvländerna i Schlesien under 1500-talet och 1600-talet. År 1742 hamnade Oels under preussisk överhöghet efter Österrikiska tronföljdskriget och från 1807 var staden kretsstad under Regierungsbezirk Breslau i den preussiska provinsen Schlesien. Samtidigt förlorade hertigarna av Oels sin politiska makt över staden. 
Författaren Gustav Freytag skildrade sin gymnasietid i Oels under åren 1829-1833 i sina memoarer. 1868 fick staden järnvägsanslutning till Breslau och Kreuzburg. Staden industrialiserades under 1800-talets slut, och staden fick bland annat en skofabrik och ett sågverk. 1910 hade staden 11 717 invånare. Stadens slott blev under Tyska kejsardömet en del av den preussiske kronprinsens ärftliga gods, och under Weimarrepubliken bodde den abdikerade kronprinsen Wilhelm av Preussens familj på slottet. Vid den sista tyska folkräkningen 1939 hade staden 18 183 invånare. 
Under andra världskriget låg ett tvångsarbetsläger med omkring 2000 fångar i staden. Vid Röda arméns intåg 1945 förstördes staden till omkring 70 procent; slottet och slottskyrkan tillhörde de få byggnader som bevarades oskadda, men inredningen konfiskerades av de sovjetiska trupperna. Staden tillföll, tillsammans med huvuddelen av Schlesien, Folkrepubliken Polen efter andra världskrigets slut 1945, genom Potsdamöverenskommelsen. 
Under åren 1945-1947 efter kriget återbefolkades staden av polska och ukrainska bosättare och flyktingar från centrala och södra Polen, samt från de tidigare polska områdena öster om Curzonlinjen. Staden behöll även en mindre tyskspråkig minoritet, men de flesta tyskspråkiga invånare tvångsförflyttades västerut. Stadens centrumbebyggelse uppfördes till stor del under 1960-talet. Ett planerat större utbyggnadsprojekt under 1970-talet till modern satellitförort till Wrocław förverkligades aldrig. Istället för omfattande nybyggen kom stadens silhuett att bevaras, med sin historiska karaktär som "staden med de många tornen".

### Furstendömet Oels
Furstendömet Oels var beläget på högra sidan av Oder och hade ursprungligen en areal på 1 760
km2. I äldre tider tillhörde det de schlesiska hertigarna av Glogau, övergick genom arv 1647 till en gren av huset Württemberg och 1792 till hertig
Fredrik August av Braunschweig-Wolfenbüttel. Efter dennes död,
1805, ärvdes det av hans ryktbare brorson Fredrik Vilhelm av Braunschweig-Oels och innehades sedan 1824 av dennes yngre son Vilhelm såsom sekundogenitur. Vid hans död den 18 oktober 1884, införlivades furstendömet Oels (92 km2)
med Preussen och bestämdes till förläning åt Preussens kronprinsar, varemot
fideikommiss- och allodialgodsen i kretsen Oels (318 km2) enligt hertigens testamente tillföll kungen av Sachsen.

## Kultur och sevärdheter

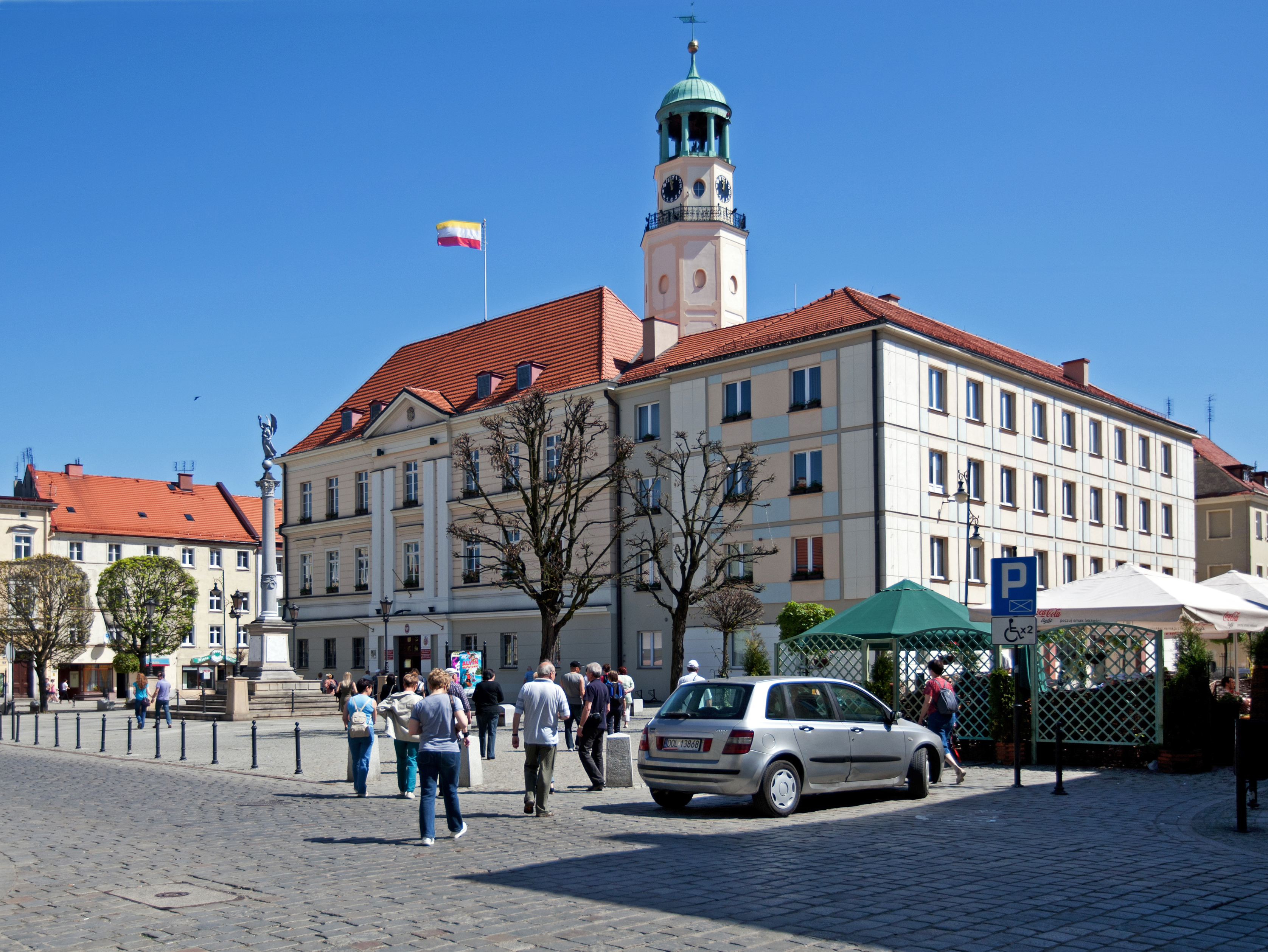
Rådhuset

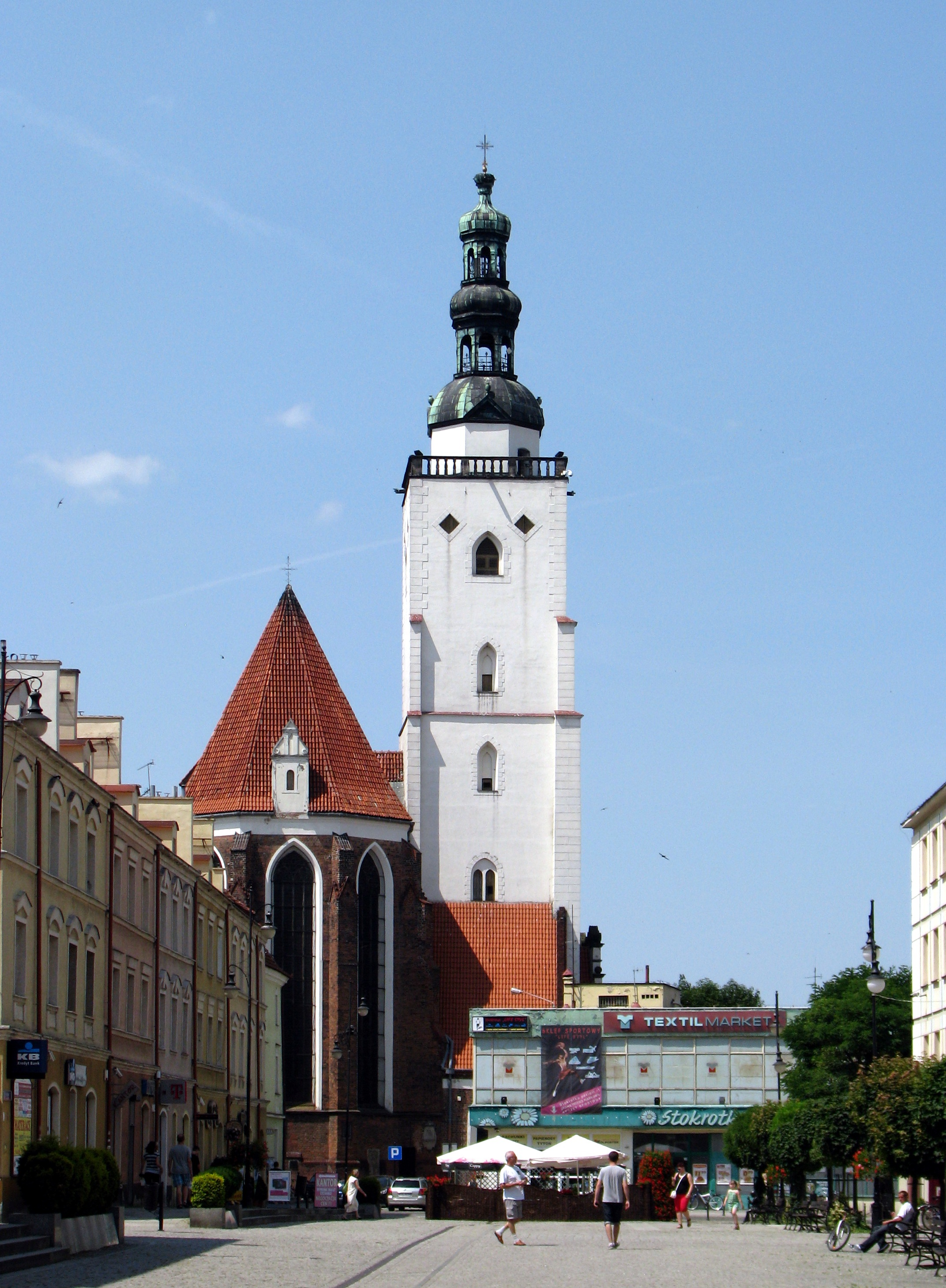
Johanneskyrkan

- Oleśnicas största byggnadsminne är stadens slott, uppfört av huset Piast mellan 1200-talet och 1400-talet och ombyggt i renässansstil mellan 1542 och 1616. Framför slottet står den utsmyckade huvudporten från 1603 och en minneskolonn, uppförd till hertigen Karl Christian Erdmanns guldbröllop 1792. Slottskyrkan S:t Johannes Aposteln uppfördes mellan 1200-talet och 1400-talet som en treskeppig basilika i gotisk stil, och fick sin huvudsakliga nuvarande inredning under barocken.
- Den tidigare protestantiska kyrkan, S:t Göran- och S:a Maria-kyrkan, består ursprungligen av två kyrkor från 1300-talet, som byggdes ihop 1505. Tornspiran uppfördes 1799 med Mariakyrkan i centrala Berlin som förebild. Efter 1945 blev kyrkan stadens ortodoxa församlingskyrka.
- Heliga Trefaldighetskyrkan, uppförd 1739-1744 som stadens katolska kyrka.
- Rådhuset, med de äldsta delarna från 1300-talet, fick sitt nuvarande utseende vid en större ombyggnad 1892.
- Segerkolonnen över Tysk-franska kriget, uppförd 1873.
- Den tidigare synagogan från 1400-talet, idag kyrka för stadens pingstförsamling.
- Stadsporten Brama Wrocławska från 1300-talet är den enda bevarade av de ursprungligen fyra medeltida stadsportarna.